# Maurice Abravanel
Pour les articles homonymes, voir Abravanel (homonymie).
Maurice Abravanel (Maurice de Abravanel jusqu'en 1938) est un chef d'orchestre américain, né le 6 janvier 1903 à Salonique, dans l'Empire ottoman, et mort le 22 septembre 1993 à Salt Lake City, aux États-Unis.

## Biographie
Maurice Abravanel descend de la célèbre famille sépharade des Abravanel, qui fut expulsée d'Espagne en 1492.
En 1909, il rejoint Lausanne en Suisse où ses parents partagent leur maison avec le chef d'orchestre Ernest Ansermet. Il fait la rencontre des compositeurs Darius Milhaud et Igor Stravinsky, amis d'Ansermet.
Il fait ses études à Lausanne où il devient critique musical pour un journal de presse en 1919. Puis il étudie l'harmonie et le contrepoint auprès de Kurt Weill à Berlin en 1922, avant de diriger à Berlin puis à l'Opéra de Paris en 1933. Il travaille avec le chorégraphe George Balanchine.
Il quitte l'Europe en 1934 afin de diriger en Australie, avant d'être recommandé par Bruno Walter et Wilhelm Furtwängler au Metropolitan Opera à New York de 1936 à 1938. Il devient alors, à seulement 33 ans, le plus jeune chef jamais recruté par cette prestigieuse maison d'opéra.
Après un passage par Broadway où il retrouve son ami Kurt Weill, il s'installe à Salt Lake City où il prend la tête de l'Orchestre symphonique de l'Utah de 1947 à 1979. La création récente de cet orchestre lui permet de le modeler à sa manière et d'en faire un orchestre de premier ordre, acclamé lors des différentes tournées à l'étranger (notamment en 1966 lors de la première tournée mondiale). Avec cet orchestre, il enregistre plus d'une centaine de disques, la plupart édités chez Vanguard Records, Vox et Angels Classics.
Maurice Abravanel est inhumé au B'Nai Israel Cemetery de Salt Lake City.

## Répertoire
Abravanel est le deuxième chef d'orchestre (après Bernstein) à avoir enregistré une intégrale des symphonies de Gustav Mahler, avec l'Orchestre de l'Utah. Cette intégrale fait toujours partie des références discographiques.
Son vaste répertoire s'étend de la musique française (Milhaud, Saint-Saëns, Franck, Honegger, Varèse, Satie ou Berlioz) jusqu'aux musiques romantiques allemande (Beethoven, Schubert, Brahms, Goldmark), russe (Tchaïkovski, Rimski-Korsakov, Ippolitov-Ivanov, Glière, Rachmaninov) et nordique (Grieg, Sibelius). Avec quelques incursions dans la période baroque (Bach, Haëndel, Scarlatti), il défend surtout abondamment la musique de son pays d'adoption : Gershwin, Gottschalk, Bloch, Copland surtout. On pourra aussi citer Leroy Robertson, Morton Gould, Jérôme Kern, Wiliam Schuman, Ned Rorem et Leonard Bernstein. Enfin, il fut aussi un grand interprète de la musique de son temps : Stravinsky, Villa-Lobos, Vaughan Williams, Walton, Prokofiev, pour ne citer que les plus grands.